# Mennonitische Weltkonferenz

Logo der Mennonitischen Weltkonferenz

Die Mennonitische Weltkonferenz (MWK, englisch Mennonite World Conference) ist ein internationaler Zusammenschluss von 102 mennonitischen Kirchen und Gemeindeverbänden, die auf die radikalreformatorische Täuferbewegung zurückgehen. Der Dachverband sieht seine Aufgabe vor allem in der Förderung der Gemeinschaft der täuferischen Kirchen untereinander wie auch in der Ökumene mit anderen christlichen Kirchen.
In regelmäßigen Abständen finden Konferenzen im engeren Sinne statt. Die letzte weltweite Versammlung hat im Juli 2015 in Harrisburg in Pennsylvania in den USA mit über 8.000 Teilnehmern stattgefunden. Zuvor hatte 2009 eine Versammlung in Asunción in Paraguay stattgefunden. Mit der Konferenz 2003 in Simbabwe wurde eine Versammlung erstmals in Afrika abgehalten.
Die letzte Versammlung war 2022 in Semarang in Indonesien, die nächste ist 2028 in Äthiopien geplant.

## Beschreibung
Die erste mennonitische Weltkonferenz wurde 1925 in Basel abgehalten. Die Konferenz fand 400 Jahre nach Gründung der ersten in der Reformationszeit entstandenen Täufergemeinde in Zürich statt. Hinter der Etablierung der Mennonitischen Weltkonferenzen stand vor allem der deutsche Pastor Christian Neff. Im Jahr 2025 feiert die Mennonitische Weltkonferenz ihr 100-jähriges Bestehen.
Neben den größeren internationalen Konferenzen finden im Abständen von drei Jahren größere Mitgliederversammlungen statt, zu denen die Mitgliedskirchen je nach Größe ein bis drei Delegierte entsenden. Daneben existieren unterschiedliche dauerhaft angelegte Projekte, die sich vor allem mit den Themen Frieden und Entwicklung beschäftigen. In Erinnerung an die Etablierung der ersten Täufergemeinde am 21. Januar 1525 in Zürich ruft die Weltkonferenz jedes Jahr im Januar zu einem Weltgemeinschaftssonntag auf. Der Weltgemeinschaftssonntag soll an die gemeinsamen täuferischen Wurzeln erinnern und die weltweite Gemeinschaft feiern.
Mitgliedskirchen im deutschsprachigen Raum sind die Arbeitsgemeinschaft Mennonitischer Gemeinden in Deutschland,  die Arbeitsgemeinschaft Mennonitischer Brüdergemeinden in Deutschland und die Konferenz der Mennoniten der Schweiz. Die Mennonitische Freikirche Österreich ist assoziiertes Mitglied. Zudem besteht eine enge Kooperation mit dem Mennonite Central Committee (MCC).

## Konferenzen
| Jahr | Ort und Land                             | Fokus der Konferenz                               |
| ---- | ---------------------------------------- | ------------------------------------------------- |
| 1925 | Basel, Schweiz                           | 400-jähriges Bestehen der Täuferbewegung          |
| 1930 | Danzig                                   | Mennonite Relief Efforts                          |
| 1936 | Amsterdam und Elspeet, Niederlande       | 400ster Jahrestag der Konversion von Menno Simons |
| 1948 | Goshen, Indiana und North Newton, Kansas | nicht bekannt                                     |
| 1952 | St. Chrischona, Schweiz                  | The Church of Christ and Her Commission           |
| 1957 | Karlsruhe, Deutschland                   | The Gospel of Jesus Christ in the World           |
| 1962 | Kitchener, Ontario, Kanada               | The Lordship of Christ                            |
| 1967 | Amsterdam, Niederlande                   | The Witness of the Holy Spirit                    |
| 1972 | Curitiba, Brasilien                      | Jesus Christ Reconciles                           |
| 1978 | Wichita, Kansas, USA                     | The Kingdom of God in a Changing World            |
| 1984 | Straßburg, Frankreich                    | God's People Serve in Hope                        |
| 1990 | Winnipeg, Kanada                         | Witnessing to Christ in Today's World             |
| 1997 | Calcutta, Indien                         | Hear what the Spirit is Saying to the Churches    |
| 2003 | Bulawayo, Simbabwe, Afrika               | Sharing Gifts in Suffering and in Joy             |
| 2009 | Asuncion, Paraguay                       | Come together in the way of Jesus Christ          |
| 2015 | Harrisburg, Pennsylvania, USA            | Walking with God                                  |
| 2022 | Semarang, Indonesien                     | Ayo! [indonesisch für „Aufleuchten!“]             |